# Drænrør
Drænrør bruges til at bygge dræn fra våde områder eller til at rørlægge grøfter og vandløb. Formålet er almindeligvis at udnytte et areal der ellers er for fugtigt.
Drænrør og kloakrør adskiller sig normalt ved at drænrøret har huller, enten som regelmæssige perforeringer, eller simpelthen ved at rørene ikke slutter tæt i samlingerne. Dette for at overfladevand eller grundvand kan trænge ind og løbe væk. Kloakrør bør derimod være tætte for at forhindre at spildevand løber ud. Bortset fra dette, så er hovedformålet det samme, nemlig at lede vandet væk fra et sted hvor det er uønsket. Kloakrør er sporet tilbage til Indus-dalens civilisation omkring år 3100 f.kr. men hvornår man er begyndt at bruge rør til andre drænformål er uvist. Man har dog fundet rester at trærør langs romerveje i England. Det må dog formodes at systematisk brug af drænrør først for alvor har slået igennem under industrialiseringen, idet det har været lettere at grave åbne grøfter de fleste steder. Normalt har rørlægning kun været nødvendig hvis man skulle forcere en bakke, føre vandet under en vej eller lignende, men efterhånden som man har udnyttet mere og mere af den tilgængelige agerjord har det været nødvendigt at rørlægge grøfter, fordi de simpelt hen gav for meget spildplads og forringet fremkommelighed på marken. Desuden har rørlagte grøfter den fordel at fritgående dyr ikke træder dem i stykker, som det ellers er tilfældet med åbne grøfter. Til gengæld er det sværere at rense op, når det endelig stopper til. For at forhindre tilstopning gør man i dag meget ud af at dække rørene med fiberdug eller andet der forhindrer jord i at løbe ned i rørene, og man forsøger at rottesikre røråbninger, da rotter er seriøse skadedyr i et rørsystem på grund af deres reder som de bygger i tilslutning til kanalerne.
Drænrør er typisk noget man forbinder med landbrug, men også ved byggerier drænes der for at forhindre intrængning af vand, især ved byggerier i kystnære områder og i lavninger. I nyere tid er det også blevet almindeligt efterfølgende at lægge drænrør rundt om bygninger der har problemer med høj luftfugtighed i kælderen eller svamp i ydervæggene.
I begyndelsen har man typisk lagt sten mere eller mindre systematisk i bunden af grøfterne og der efter dækket til med jord. Dette kaldes flere steder en stengrøft. Stenene gør at jorden ikke pakkes så hårdt i kanalen, så selvom der render jord ned mellem stenene vil det stadigvæk være her det er lettest for vandet at bevæge sig gennem terrænet. Denne metode bruges stadig i begrænset omfang i Danmark, dog primært til reparation af eksisterende stengrøfter.
Som nævnt ovenfor har man visse steder lagt rør af træ, men dette er dog sjældent en langtidsholdbar løsning, idet træet rådner væk hvis jordbunden ikke er for sur eller basisk til at bakterierne kan overleve. Desuden kræver trærør at jorden konstant er fugtig, da udtørring også får træet til at smuldre hurtigere.
Siden er man begyndt at brænde rør af tegl. Disse er ofte i længder i nærheden af 30 cm, således at der med korte mellemrum kommer samlinger hvor vandet kan trænge ind i kanalen. Forudsat at rørene lægges frostfrit, kan de holde i flere generationer, og de benyttes og produceres da også endnu, selvom de efterhånden har stor konkurrence fra tilsvarende rør af cement eller i større grad perforerede plasticrør, der fås i lange ruller og derved er væsentligt hurtigere at lægge i jorden.